# The Beautiful Life
The Beautiful Life je americký dramatický televizní seriál, jehož autory jsou Mike Kelley a Adam Giaudrone. Premiérově byl vysílán v roce 2009 na stanici The CW. Natočeno bylo šest z třinácti objednaných dílů, z vysílání byl ovšem kvůli nízké sledovanosti stažen již po dvou epizodách. Z dalších čtyř realizovaných dílů byly později tři z nich vydány na YouTube.

## Příběh
Seriál pojednává o životech mladých modelů a modelek, snažících se prosadit ve světě módy a žijících ve společném domě v New Yorku. Hlavními postavami jsou Sonja, supermodelka, jejíž comeback po jejím záhadném zmizení před půl rokem všichni očekávají, a její mladá kolegyně Raina, začínající a talentovaná modelka.

## Obsazení
- Mischa Barton jako Sonja Stone
- Benjamin Hollingsworth jako Chris Andrews
- Nico Tortorella jako Cole Shepherd
- Ashley Madekwe jako Marissa Delfina
- Sara Paxton jako Raina Marinelli
- Corbin Bleu jako Isaac Taylor
- Elle Macpherson jako Claudia Foster

## Seznam dílů
| Č. v seriálu | Původní název           | Režie              | Scénář                            | Premiéra v USA                                    |
| ------------ | ----------------------- | ------------------ | --------------------------------- | ------------------------------------------------- |
| 1            | Pilot                   | Christian Duguay   | Adam Giaudrone                    | 16. září 2009 (The CW) 15. prosince 2009 (online) |
| 2            | The Beautiful Aftermath | Michael Lehmann    | Anna Fricke a Mike Kelley         | 23. září 2009 (The CW) 15. prosince 2009 (online) |
| 3            | The Beautiful Lie       | Sanford Bookstaver | Dailyn Rodriguez                  | 16. prosince 2009 (online)                        |
| 4            | The Beautiful Triangle  | Michael Fields     | Lisa Henthorn a Jonathon Roessler | 18. prosince 2009 (online)                        |
| 5            | The Beautiful Campaign  | Norman Buckley     | Adam Giaudrone                    | 18. prosince 2009 (online)                        |